# F.E.A.R. (Papa-Roach-Album)
F.E.A.R. ist das siebte Studioalbum der US-amerikanischen Alternative-Rock-Band Papa Roach. Es wurde am 23. Januar 2015 von Eleven Seven Music (Vertrieb: Warner Music) veröffentlicht.

## Hintergrund
Nachdem Papa Roach mit dem Album The Connection mehr als zwei Jahre auf Tour waren, begannen die Arbeiten am neuen Album. Die Band entschied sich, dieses Mal einen neuen Ansatz zu wählen. Obwohl sie sich in Sacramento ein Heimstudio eingerichtet haben, entschieden sie gemeinsam nach Las Vegas zu ziehen. Dort mieteten sie das Studio The Hideout von Kevin Churko und seinem Sohn Kane, die bereits für Künstler wie Five Finger Death Punch und In This Moment gearbeitet haben. Es war das erste Mal seit The Paramour Sessions, das die Band unter einem Dach zusammenlebte.
In Las Vegas angekommen, begannen die Arbeiten am neuen Album. Jedoch waren noch keine Lieder geschrieben. Die Songs entstanden im Studio gemeinsam mit den Produzenten, wobei immer nur entweder Kevin oder Kane Churko an einem Lied mit der Band zusammen arbeiteten. Alle beide trugen je sechs Songs bei. Als Gäste beteiligten sich Maria Brink von In This Moment und der Rapper Royce da 5′9″ (eine Hälfte des Rapduos Bad Meets Evil) an dem Album. Die Arbeiten dauerten knapp ein Jahr. Als Appetizer wurden die beiden Singles Warriors und Face Everything and Rise am 21. Oktober 2014 beziehungsweise am 4. November 2014 veröffentlicht.
Das Album selbst erschien am 23. Januar 2015. Der Albumtitel ist eine Abkürzung für Face Everything and Rise.

## Titelliste
Die Originalversion des Albums hat 10 Songs, wobei die CD-Version zwei Bonustracks umfasst. Hinzu kommt eine Deluxe Edition, die zusätzlich drei Livesongs enthält.
| Nummer | Titel                              | Länge | Anmerkungen                   |
| ------ | ---------------------------------- | ----- | ----------------------------- |
| 1.     | Face Everything and Rise           | 3:11  |                               |
| 2.     | Skeletons                          | 3:55  |                               |
| 3.     | Broken As Me                       | 3:37  |                               |
| 4.     | Falling Apart                      | 3:08  |                               |
| 5.     | Love Me Till It Hurts              | 3:43  |                               |
| 6.     | Never Have to Say Goodbye          | 3:47  |                               |
| 7.     | Gravity                            | 4:04  | feat. Maria Brink             |
| 8.     | War Over Me                        | 3:58  |                               |
| 9.     | Devil                              | 3:27  |                               |
| 10.    | Warriors                           | 2:56  | feat. Royce da 5′9″           |
| 11.    | Hope for the Hopless               | 2:59  | nur CD Edition/Deluxe Edition |
| 12.    | Fear Hate Love                     | 3:27  | nur CD Edition/Deluxe Edition |
| 13.    | Face Everything and Rise (Live)    | 3:14  | nur Deluxe Edition            |
| 14.    | Leader of the Broken Hearts (Live) | 3:52  | nur Deluxe Edition            |
| 15.    | Scars (Live)                       | 3:09  | nur Deluxe Edition            |

## Musikstil
Nachdem Papa Roach bereits seit dem 2009er Album Metamorphosis die früher eingeschlagenen Nu-Metal-Pfade verlassen hat und sich im Laufe der Jahre einen eher poporientierten Stil zugelegt hat, ist dies ebenfalls auf dieses Album zutreffend. Musikalisch orientiert man sich unter anderem an Linkin Park und Five Finger Death Punch. Das Album wurde allerdings auch wieder etwas härter als seine direkten Vorgänger The Connection und Metamorphosis. Dabei verzichtete die Band aber nicht auf die für sie charakteristischen Synthesizer-Passagen. Auf dem Album kommt aber auch ein exzessiver Einsatz von Autotune zum Tragen, der von einigen Kritikern bemängelt wird. Neue Akzente setzen die beiden Gastsänger Maria Brink und Royce da 5′9″. Bei diesen beiden Tracks verwendet Jacoby Shaddix auch seinen von früheren Alben bekannten Rap-Gesang.

## Rezeption
Das Album erhielt durchwachsene bis sehr schlechte Kritiken in der Musikpresse. Wie bereits beim Vorgänger wurde die etwas sterile Produktion bemängelt. Kory Grow vom Rolling Stone bezeichnete das Album als schwachen Versuch an die 2000er Jahre anzuknüpfen und vergab 2,5 von fünf Sternen. Das AllMusic-Review von Matt Collar dagegen fiel besser aus. Collar rechnete es der Band hoch an, ihrem Stil treu geblieben zu sein und lobte insbesondere die Anknüpfungspunkte an ihren früheren, härteren Stil. Einen Verriss dagegen schrieb Kai Butterweck für laut.de:

„Auch auf ihrem neuen Album lassen die Mannen um Shouter Jacoby Shaddix wieder jede Menge Power-Riffs vom Stapel, sodass es an der Oberfläche zunächst mal nichts zu mäkeln gibt. Gräbt man allerdings ein bisschen tiefer, wird schnell klar, dass sich Amerikas einst wuchtigste Nu Metal-Kakerlake mittlerweile nur noch orientierungslos im Kreis dreht. Hinter harten Gitarren-Wänden passiert nämlich wenig bis gar nichts. Permanent sich in den eigenen Schwanz beißende Songwriting-Strukturen im Verbund mit neuzeitlichen Elektro-Einschüben und verkrampft und aufgesetzt klingenden Stadion-Chören lassen die Stimmung beim Hörer schnell in den Keller sinken.“

Positiv äußerte sich dagegen der Metal Hammer. Zwar fehle ein Überhit wie Last Resort auf dem Album, aber das Album sei sehr hörenswert und wurde von Matthias Weckmann mit 6 von sieben Punkten rezipiert. Auf der Website fasst Vincent Grundke das Album folgendermaßen zusammen:

„Papa Roach bauen ein starkes Rock-Album mit spürbar anvisierter Refrain-Gewalt. F.E.A.R. ist aufs Wesentliche konzentriert, mit moderner Technik aufgefrischt und immer genügend verspielt, wenn die simplen Power-Akkorde zu verenden drohen.“

Auch im Sonic Seducer wurde das Album von Eric Rössler positiv besprochen:

„Es ist ein sehr melodisches Album geworden mit kernigem Rock, aber auch einigen Pop-Elementen. Sogar ein wenig HipHop ist dabei, zu hören im Song ‚Gravity‘, wo Shaddix unterstützt wird von In This Moment-Röhre Maria Brink. Gut, diesen Track muss man nicht mögen, will auch nicht richtig zum Rest passen. Aber gut, die restlichen elf Tracks überzeugen, wobei besonders ‚Broken As Me‘, ‚Never Have To Say Goodbye‘, ‚War Over Me‘ sowie ‚Hope For The Hopeless‘ hervorstechen. Zusammengefasst hält man seit langer Zeit endlich wieder ein sehr intensives sowie abwechslungsreiches Rock-Album aus dem Hause Papa Roach in den Händen. Beide Daumen steil nach oben!“

## Erfolg
Das Album erreichte die Top 10 der Charts in Deutschland, Österreich und der Schweiz. Sowohl in den Vereinigten Staaten als auch im Vereinigten Königreich erreichte es die Top 20. Von den ausgekoppelten Singles konnte sich keine platzieren.
| Jahr | Titel    | Höchstplatzierung, Gesamtwochen, AuszeichnungChartplatzierungen (Jahr, Titel, Platzierungen, Wochen, Auszeichnungen, Anmerkungen) | Höchstplatzierung, Gesamtwochen, AuszeichnungChartplatzierungen (Jahr, Titel, Platzierungen, Wochen, Auszeichnungen, Anmerkungen) | Höchstplatzierung, Gesamtwochen, AuszeichnungChartplatzierungen (Jahr, Titel, Platzierungen, Wochen, Auszeichnungen, Anmerkungen) | Höchstplatzierung, Gesamtwochen, AuszeichnungChartplatzierungen (Jahr, Titel, Platzierungen, Wochen, Auszeichnungen, Anmerkungen) | Höchstplatzierung, Gesamtwochen, AuszeichnungChartplatzierungen (Jahr, Titel, Platzierungen, Wochen, Auszeichnungen, Anmerkungen) | Anmerkungen                           |
| Jahr | Titel    | DE | AT | CH | UK | US | Anmerkungen                           |
| ---- | -------- | --- | --- | --- | --- | --- | ------------------------------------- |
| 2015 | F.E.A.R. | DE6 (5 Wo.)DE | AT8 (4 Wo.)AT | CH8 (4 Wo.)CH | UK13 (2 Wo.)UK | US15 (3 Wo.)US | Erstveröffentlichung: 23. Januar 2015 |